# Margarita Dułowa
Margarita Dułowa (ros. Маргарита Дулова; ur. 4 stycznia 1972 w Semipałatyńsku) – kazachska biathlonistka, uczestniczka mistrzostw świata w biathlonie oraz zimowych igrzysk olimpijskich.
Starty w Pucharze Świata rozpoczęła zawodami w Ruhpolding w roku 1994 zajmując 79. miejsce w biegu indywidualnym na 15 km. Najlepszy wynik w Pucharze Świata osiągnęła w 1995 w Holmenkollen zajmując 5. miejsce w sprincie.

## Osiągnięcia

### Zimowe Igrzyska Olimpijskie
| Rok  | Miejscowość | Konkurencje | Konkurencje | Konkurencje | Konkurencje | Konkurencje | Konkurencje | Konkurencje |
| Rok  | Miejscowość | IN          | SP          | PU          | MS          | RL          | MR          | SR          |
| ---- | ----------- | ----------- | ----------- | ----------- | ----------- | ----------- | ----------- | ----------- |
| 1998 | Nagano      | –           | 18.         | –           | –           | 11.         | –           | –           |

### Mistrzostwa świata
| Rok  | Miejscowość | Konkurencje | Konkurencje | Konkurencje | Konkurencje | Konkurencje | Konkurencje | Konkurencje |
| Rok  | Miejscowość | IN          | SP          | PU          | MS          | RL          | MR          | SR          |
| ---- | ----------- | ----------- | ----------- | ----------- | ----------- | ----------- | ----------- | ----------- |
| 1995 | Anterselva  | 21.         | 17.         | –           | –           | 13.         | –           | –           |
| 1997 | Osrblie     | 59.         | 72.         | –           | –           | 6.          | –           | –           |
| 2001 | Pokljuka    | DNS         | 52.         | 53.         | –           | –           | –           | –           |

### Puchar Świata

#### Miejsca w klasyfikacji generalnej
| Sezon     | Miejsce |
| --------- | ------- |
| 1995/1996 | 39.     |
| 1997/1998 | 70.     |